# Kang Chae-rim
 (juin 2019).
Dans ce nom coréen, le nom de famille, Kang, précède le nom personnel.
Pour les articles homonymes, voir Kang.
Kang Chae-rim, née le 23 mars 1998, est une footballeuse internationale sud-coréenne évoluant au poste de milieu de terrain à l'Incheon Red Angels. Elle fait également partie de l'équipe nationale depuis 2019.

## Biographie

### En équipe nationale
Elle fait ensuite partie des 23 joueuses sud-coréennes retenues pour disputer la Coupe du monde 2019 organisée en France.